# CYSTM1
CYSTM1 (англ. Cysteine rich transmembrane module containing 1) – білок, який кодується однойменним геном, розташованим у людей на 5-й хромосомі. Довжина поліпептидного ланцюга білка становить 97 амінокислот, а молекулярна маса — 10 631.
| 10         |  | 20         |  | 30         |  | 40         |  | 50         |
| ---------- |  | ---------- |  | ---------- |  | ---------- |  | ---------- |
| MNQENPPPYP |  | GPGPTAPYPP |  | YPPQPMGPGP |  | MGGPYPPPQG |  | YPYQGYPQYG |
| WQGGPQEPPK |  | TTVYVVEDQR |  | RDELGPSTCL |  | TACWTALCCC |  | CLWDMLT    |

A: Аланін

C: Цистеїн

D: Аспарагінова кислота

E: Глутамінова кислота

G: Гліцин

K: Лізин

L: Лейцин

M: Метіонін

N: Аспарагін

P: Пролін

Q: Глутамін

R: Аргінін

S: Серин

T: Треонін

V: Валін

W: Триптофан

Локалізований у мембрані.